# 迪尼 (厄尔-卢瓦省)
迪尼（法語：Digny，法語發音：[diɲi]）是法国厄尔-卢瓦省的一个市镇，属于德勒区。

## 地理
迪尼（48°32'10"N, 1°9'11"E）面积39.99 平方千米，位于法国中央-卢瓦尔河谷大区厄尔-卢瓦省，该省份为法国北部内陆省份，北起顺时针与厄尔省、伊夫林省、埃松省、卢瓦雷省、卢瓦-谢尔省、萨尔特省和奧恩省接壤。
与迪尼接壤的市镇（或旧市镇、城区）包括：若德赖、圣迈姆-欧特里沃、阿尔代勒、法维耶尔、比扬塞勒、蓬古安、圣莫里斯-圣日耳曼、贝洛梅尔-盖乌维尔、瑟农什。

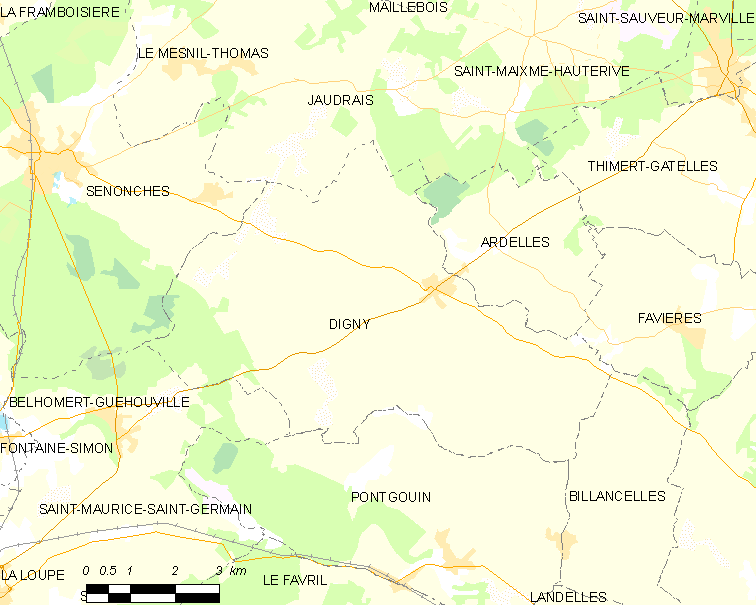
的OSM定位图

迪尼的时区为UTC+01:00、UTC+02:00（夏令时）。

## 行政
迪尼的邮政编码为28250，INSEE市镇编码为28130。

## 政治
迪尼所属的省级选区为圣吕班德容什雷县。

## 人口

1962-2008年间人口变化图示

迪尼于2022年1月1日时的人口数量为1002人。